# Campandré-Valcongrain
Campandré-Valcongrain era una comuna francesa situada en el departamento de Calvados, en la región de Normandía, que el 1 de enero de 2017 pasó a ser una comuna delegada de la comuna nueva de Les Monts-d'Aunay, al fusionarse con las comunas de Aunay-sur-Odon, Bauquay, Danvou-la-Ferrière, Le Plessis-Grimoult, Ondefontaine y Roucamps.
Tiene una población estimada, a inicios de 2021, de 93 habitantes.

## Demografía
| Gráfica de evolución demográfica de Campandré-Valcongrain entre 1800 y 2021 |
|                                                                             |

Los datos demográficos contemplados en este gráfico de la comuna de Campandré-Valcongrain se han cogido de 1800 a 1999 de la página francesa EHESS/Cassini, y los demás datos de la página del INSEE.